# Elegant dwergspinnetje
Het elegant dwergspinnetje (Syedra gracilis) is een spinnensoort in de taxonomische indeling van de hangmatspinnen (Linyphiidae).
Het dier behoort tot het geslacht Syedra. De wetenschappelijke naam van de soort werd voor het eerst geldig gepubliceerd in 1869 door Menge.